# 4 x 100 meter frisim för damer i simning vid olympiska sommarspelen 2020
Damernas 4×100 meter frisim vid olympiska sommarspelen 2020 avgjordes mellan den 24 och 25 juli 2021 i Tokyo Aquatics Centre.
Det var 25:e gången 4×100 meter frisim fanns med som en gren vid OS och den har varit med i varje upplaga av olympiska sommarspelen sedan 1912.

## Rekord
Före tävlingarna gällde dessa rekord:
| Världsrekord     | - Australien (AUS) - Shayna Jack (54,03) - Bronte Campbell (52,03) - Emma McKeon (52,99) - Cate Campbell (51,00) | 3.30,05 | Gold Coast, Australien    | 5 april 2018   | [ 1 ]       |
| Olympiskt rekord | - Australien - Emma McKeon (53,41) - Brittany Elmslie (53,12) - Bronte Campbell (52,15) - Cate Campbell (51,97)  | 3.30,65 | Rio de Janeiro, Brasilien | 6 augusti 2016 | [ 2 ] [ 3 ] |

Följande rekord slogs under tävlingen:
| Datum   | Gren  | Namn                                                                                 | Nationalitet | Tid     | Rekord     |
| ------- | ----- | ------------------------------------------------------------------------------------ | ------------ | ------- | ---------- |
| 25 juli | Final | Bronte Campbell (53,01) Meg Harris (53,09) Emma McKeon (51,35) Cate Campbell (52,24) | Australien   | 3.29,69 | 0VR0, 0OR0 |

## Schema
Alla tiderna är UTC+9.
| Datum        | Tid   | Omgång      |
| ------------ | ----- | ----------- |
| 24 juli 2021 | 20:43 | Försöksheat |
| 25 juli 2021 | 11:45 | Final       |

## Resultat

### Försöksheat
Lagen med de 8 bästa tiderna gick vidare till final.
| Placering | Heat | Bana | Nation         | Simmare                                                                                                   | Tid     | Noteringar |
| --------- | ---- | ---- | -------------- | --- | ------- | ---------- |
| 1         | 2    | 4    | Australien     | Mollie O'Callaghan (53,08) Meg Harris (52,73) Madison Wilson (53,10) Bronte Campbell (52,82)              | 3.31,73 | 0Q0        |
| 2         | 2    | 3    | Nederländerna  | Kim Busch (54,79) Ranomi Kromowidjojo (52,50) Marrit Steenbergen (54,32) Femke Heemskerk (51,90)          | 3.33,51 | 0Q0        |
| 3         | 2    | 5    | Kanada         | Kayla Sanchez (53,45) Taylor Ruck (54,16) Rebecca Smith (53,73) Penny Oleksiak (52,38)                    | 3.33,72 | 0Q0        |
| 4         | 1    | 5    | Storbritannien | Lucy Hope (54,37) Anna Hopkin (52,65) Abbie Wood (53,55) Freya Anderson (53,46)                           | 3.34,03 | 0Q0, 0NR0  |
| 5         | 1    | 4    | USA            | Olivia Smoliga (54,06) Catie DeLoof (53,42) Allison Schmitt (54,04) Natalie Hinds (53,28)                 | 3.34,80 | 0Q0        |
| 6         | 2    | 6    | Kina           | Cheng Yujie (54,03) Zhu Menghui (53,48) Ai Yanhan (54,33) Wu Qingfeng (53,23)                             | 3.35,07 | 0Q0, 0AR0  |
| 7         | 1    | 2    | Danmark        | Pernille Blume (53,15) Signe Bro (53,19) Julie Kepp Jensen (54,72) Jeanette Ottesen (54,50)               | 3.35,56 | 0Q0, 0NR0  |
| 8         | 1    | 6    | Sverige        | Sarah Sjöström (52,95) Michelle Coleman (53,44) Louise Hansson (53,68) Sara Junevik (55,86)               | 3.35,93 | 0Q0        |
| 9         | 2    | 2    | Japan          | Chihiro Igarashi (54,10) Rikako Ikee (53,63) Natsumi Sakai (54,70) Rika Omoto (53,77)                     | 3.36,20 |            |
| 10        | 1    | 3    | Frankrike      | Béryl Gastaldello (54,28) Charlotte Bonnet (53,05) Margaux Fabre (54,83) Anouchka Martin (54,45)          | 3.36,61 |            |
| 11        | 2    | 1    | ROC            | Darja S. Ustinova (54,75) Arina Surkova (54,54) Elizaveta Klevanovitj (54,57) Veronika Andrusenko (54,39) | 3.38,25 |            |
| 12        | 1    | 7    | Brasilien      | Larissa Oliveira (54,79) Ana Carolina Vieira (54,92) Etiene Medeiros (55,42) Stephanie Balduccini (54,06) | 3.39,19 |            |
| 13        | 2    | 7    | Tyskland       | Lisa Höpink (54,83) Annika Bruhn (54,33) Marie Pietruschka (55,31) Hannah Küchler (54,86)                 | 3.39,33 |            |
| 14        | 2    | 8    | Tjeckien       | Barbora Seemanová (53,86) Kristýna Horská (56,72) Barbora Janíčková (55,89) Anika Apostalon (55,93)       | 3.42,40 |            |
| 15        | 1    | 1    | Hongkong       | Tam Hoi Lam (55,58) Camille Cheng (54,61) Stephanie Au (56,96) Ho Nam Wai (56,37)                         | 3.43,52 |            |

### Final
| Placering | Bana | Nation         | Simmare                                                                                            | Tid     | Noteringar |
| --------- | ---- | -------------- | -------------------------------------------------------------------------------------------------- | ------- | ---------- |
| 1         | 4    | Australien     | Bronte Campbell (53,01) Meg Harris (53,09) Emma McKeon (51,35) Cate Campbell (52,24)               | 3.29,69 | 0VR0, 0OR0 |
| 2         | 3    | Kanada         | Kayla Sanchez (53,42) Margaret MacNeil (53,47) Rebecca Smith (53,63) Penny Oleksiak (52,26)        | 3.32,78 |            |
| 3         | 2    | USA            | Erika Brown (54,02) Abbey Weitzeil (52,68) Natalie Hinds (53,15) Simone Manuel (52,96)             | 3.32,81 |            |
| 4         | 5    | Nederländerna  | Kim Busch (54,64) Ranomi Kromowidjojo (52,87) Kira Toussaint (54,14) Femke Heemskerk (52,05)       | 3.33,70 |            |
| 5         | 6    | Storbritannien | Anna Hopkin (53,16) Abbie Wood (53,23) Lucy Hope (54,73) Freya Anderson (52,84)                    | 3.33,96 | 0NR0       |
| 6         | 8    | Sverige        | Sarah Sjöström (52,62) 0OR0 Michelle Coleman (53,62) Louise Hansson (53,51) Sophie Hansson (54,94) | 3.34,69 |            |
| 7         | 7    | Kina           | Cheng Yujie (54,10) Zhu Menghui (53,54) Ai Yanhan (54,22) Wu Qingfeng (52,90)                      | 3.34,76 | 0AR0       |
| 8         | 1    | Danmark        | Pernille Blume (53,07) Signe Bro (53,78) Julie Kepp Jensen (54,46) Jeanette Ottesen (54,39)        | 3.35,70 |            |